# Bathybagrus
Genre
Bathybagrus est le nom d’un genre de poisson de la famille des Claroteidae.

## Liste des espèces
Selon FishBase (29 octobre 2017) et World Register of Marine Species (29 octobre 2017) :
- Bathybagrus grandis (Boulenger, 1917)
- Bathybagrus graueri (Steindachner, 1911)
- Bathybagrus platycephalus (Worthington & Ricardo, 1937)
- Bathybagrus sianenna (Boulenger, 1906)
- Bathybagrus stappersii (Boulenger, 1917)
- Bathybagrus tetranema Bailey & Stewart, 1984